# 6821 Ranevskaya
6821 Ranevskaya eller 1986 SZ1 är en asteroid i huvudbältet som upptäcktes den 29 september 1986 av den rysk-sovjetiska astronomen Ljudmila Karatjkina vid Krims astrofysiska observatorium på Krim. Den är uppkallad efter den sovjetiska skådespelerskan Faina Ranevskaja.